# Anna Jadowska
Anna Jadowska (* 15. Juni 1973 in Oleśnica) ist eine polnische Filmregisseurin und Drehbuchautorin.

## Leben
Anna Jadowska studierte Polonistik an der Universität in Breslau und Regie an der Filmhochschule Łódź. Sie arbeitete beim polnischen Radiu Wrocław. 1996 begann ihr literarisches Schaffen mit einer Veröffentlichung im polnischen Literaturmagazin Brulion.
2003 erschien Jadowskas erster Spielfilm Dotknij mnie (übersetzt Berühr mich!), der von Menschen in Łódź handelt, die unter schwierigen sozialen Bedingungen leben. Er lief auf verschiedenen Filmfestivals, unter anderem im Rahmen des Forums auf der Berlinale 2004. Dotknij mnie entstand in Zusammenarbeit mit der polnischen Filmschaffenden Ewa Stankiewicz. Beide wurden dafür auf dem Polnischen Filmfestival Gdynia 2003 mit dem Hauptpreis in der Wettbewerbskategorie Unabhängiges Kino ausgezeichnet. Zwei Jahre darauf gewann Jadowska auf dem Polnischen Filmfestival erneut mit ihrem Drama Teraz ja einen Preis als bestes Regiedebüt. Der Film handelt von einer Frau, die aus ihrem gewohnten Leben ausbricht und auf einer Reise neue Erfahrungen macht, während ihr Freund nach ihr sucht.
2009 griff Jadowska in ihrem fiktiven Geschichtsdrama Absturz über Gibraltar die umstrittene Verschwörungstheorie auf, dass General Władysław Sikorski nicht bei dem Flugzeugabsturz bei Gibraltar (1943) gestorben sei, sondern bereits vorher ermordet wurde, weil er Informationen über das Massaker von Katyn besaß, deren Veröffentlichung die Anti-Hitler-Koalition hätte gefährden können. Dieser Film erschien auch als vierteilige TV-Version unter dem Titel Generał.

## Filmografie (Auswahl)
- 2003: Dotknij mnie
- 2004: Korytarz (Kurzfilm)
- 2005: Teraz ja
- 2009: Absturz über Gibraltar (General – Zamach na Gibraltarze)
- 2009: Generał (Fernsehminiserie)
- 2009: Esterhazy (Kurzfilm)
- 2011: Churchills Verrat an Polen
- 2011: Z milosci
- 2013: Dzieciaki (Fernsehserie)